# Föräldraförsäkringen i Sverige
För ett globalt perspektiv, se föräldraledighet.
Föräldraförsäkringen är ett samlingsbegrepp för flera socialpolitiska åtgärder i Sverige för föräldrar. Den består av föräldrapenning, tillfällig föräldrapenning, mammaledighet, pappaledighet och rätt till förkortad arbetstid.
Föräldraförsäkringen är individuell. Föräldrarna kan dock överlåta dagar till varandra, förutom 90 dagar som är reserverade för vardera föräldern. En ensamstående förälder har rätt att ta ut hela ledigheten själv, men endast om den ensamstående föräldern har ensam vårdnad.
Föräldrapenningen kan utbetalas under högst 480 dagar (16 månader) för vård av barn i hemmet. Vid tvillingfödsel har föräldrarna rätt att stanna hemma från arbetet ytterligare 180 dagar.
Föräldrapenningen motsvarar sjukpenningen (sjukpenninggrundande inkomst, SGI) under högst 390 dagar, dock med ett högre tak än i andra sammanhang när SGI används. Under dessa dagar är ersättningen 77,6 % av SGI:n per månad, vilket oftast är årslönen, dock är den lägsta SGI:n 24 procent av prisbasbeloppet (pbb) och den högsta 10 gånger prisbasbeloppet (istället för 7,5 som annars när SGI används). Prisbasbeloppet för 2013 var 44 500 kronor  vilket gjorde maxersättningen till 946 kr per dag. (För 2012 var pbb 44 000 kr och maxersättningen 935 kr per dag.)
Övriga 90 dagar erhålls 180 kronor per dag för barn födda från och med 1 juli 2006; för barn födda före 1 juli 2006 är ersättningen 60 kronor per dag under dessa dagar. 
Vårdnadshavare kan ta ut föräldrapenning till och med den dag barnet fyller 12 år eller när barnet slutar i årskurs 5 i grundskolan. (Gäller barn som är födda efter 1 januari 2014, för barn födda tidigare får man ta ut föräldrapenning fram till att barnet går ut första klass eller fram till att barnet fyller åtta år).
Efter att barnet fyllt fyra år får man bara spara 96 dagar sammanlagt. Om man har tvillingar får man spara 132 dagar sammanlagt.
Lägstanivå dagar kan man välja att plocka ut på dagar när man vanligtvis inte jobbar, till exempel på helger.
Tillfällig föräldrapenning innebär ledighet för vård av sjukt barn och kallas vanligen för VAB. För ett svårt sjukt barn under 18 år kan den erhållas för alla årets dagar; i övriga fall är den övre begränsningen 120 dagar per år. Ersättningen för VAB är lite mindre än 80 procent av din vanliga inkomst, men högst 27 812 kr i månaden. Maxtaket för denna är mer exakt: 27 800 kr/mån x 80 % x 97 % = > 124 kr/timme om man jobbar 2080 timmar på ett år.
Mammaledighet innebär att kvinnor har rätt att vara ledig sju veckor före beräknad förlossning och sju veckor efter förlossningen. Pappaledighet innebär vidare rätt till tillfällig föräldrapenning 10 dagar i samband med barnets födelse. Rätt till förkortad arbetstid innebär att en förälder med barn under 8 år har rätt att förkorta den normala veckoarbetstiden med upp till en fjärdedel.
Den svenska föräldraförsäkringen är ett internationellt sett mycket generös, speciellt med tanke på att ledigheten innebär rätt att komma tillbaks till samma arbete efter ledigheten samt möjligheten att sprida ledigheten under en längre period.

## Historik

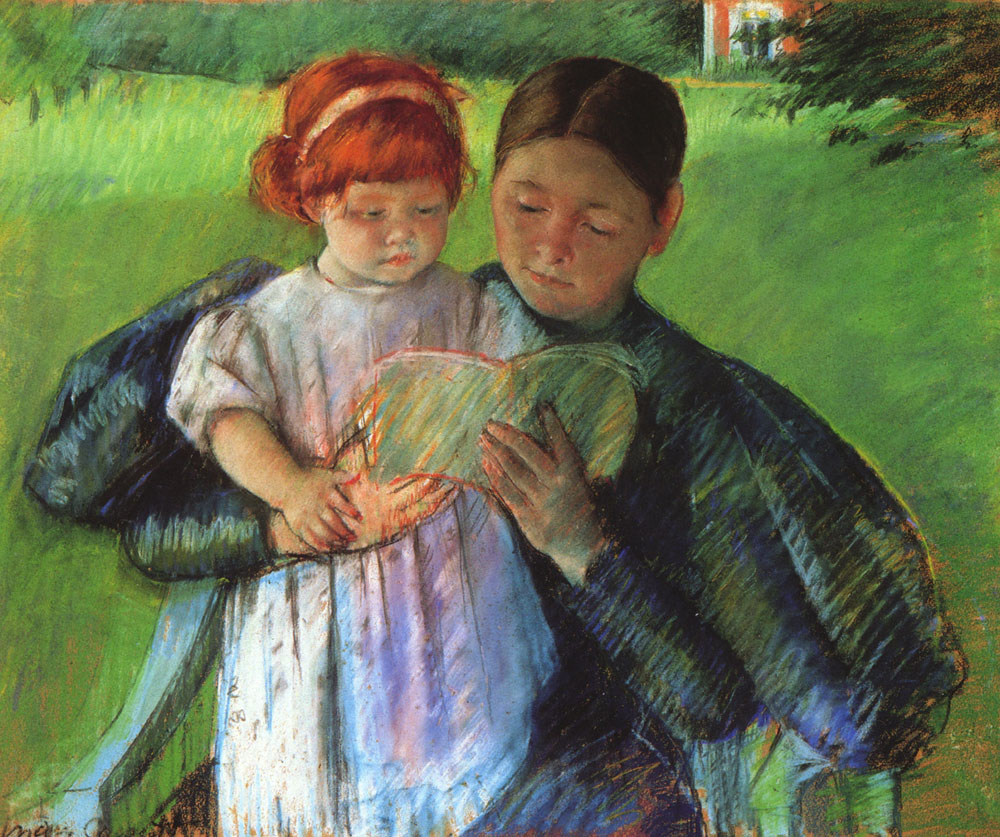
Mary Cassatt: "Nurse Reading to a Little Girl", 1895.

Den moderskapsförsäkring som existerade fram till 1974 omfattade 180 dagar, en moderskapspenning på sammanlagt 1 080 kronor samt tandvård. År 1974 infördes föräldraförsäkringen för både mammor och pappor. I början hade föräldrarna sammanlagt rätt till 180 dagars betald föräldraledighet per barn. Ersättningen motsvarade 60 procent av den tidigare inkomsten. Föräldraförsäkringen  har  byggts  ut  flera gånger sedan dess, bland annat med dagar reserverade för den ena föräldern, så kallade "pappadagar".  
I slutet av 1970-talet lanserades en numera klassisk reklamkampanj med bland andra "Hoa Hoa" Dahlgren, där män uppmanades att ta ut en större del av föräldraförsäkringen.
År 1980 togs 95 % av det totala antalet dagar med föräldrapenning ut av kvinnor och 5 % av män, och av totala antalet dagar med tillfällig föräldrapenning togs 63 % ut av kvinnor och 37 % av män. År 1995 infördes att 30 av de 225 dagarna i försäkringen inte kunde överlåtas till den andra parten. För föräldrar till barn födda 2002 eller senare gäller att 60 dagar inte kan överlåtas till den andra parten (vilket motsvarar en åttondel av det totala antalet dagar).
År 2003 togs 83 % av det totala antalet dagar med föräldrapenning ut av kvinnor och 17 % av män, och av totala antalet dagar med tillfällig föräldrapenning togs 64 % ut av kvinnor och 36 % av män.
Motsvarande siffror år 2009 är 78 % för kvinnor och 22 % för män vad gäller det totala antalet dagar med föräldrapenning respektive 65 % för kvinnor och 35 % för män vad gäller det totala antalet dagar med tillfällig föräldrapenning. Försäkringskassan skriver att cirka 13 procent av de barn som föddes 2010 hade föräldrar som delade lika på föräldrapenningdagarna, det vill säga ingen av föräldrarna tog mer än 60 procent av totalen. Dessa jämställda föräldrapar var i högre utsträckning jämgamla, mammorna hade en lika hög eller högre utbildning än pappan och paren var i större utsträckning födda i Sverige. Om båda föräldrarna jobbade i offentlig sektor ökade också sannolikheten för ett jämnt uttag.
Män och kvinnor tar långsamt ut föräldradagarna mer lika. I slutet av 2022 tog männen ut 30 procent av föräldrapenningen och kvinnor tog ut 70 procent av föräldrapenningen. Kvinnor i samkönade föräldrapar tar ut föräldradagarna mer lika än föräldrar olikkönade föräldrar och akademiker delar mest lika.

## Individualisering av föräldraförsäkringen
I hur hög grad föräldraförsäkringen skall tillfalla föräldrarna gemensamt eller individuellt har länge varit föremål för debatt. Vissa menar att det finns ett starkt samband mellan det ojämna uttaget av föräldraledighet och kvinnors lägre löner. Eftersom en kvinna i fertil ålder förväntas ta ut större del av föräldraledigheten än en man i samma ålder blir hon mindre attraktiv på arbetsmarknaden. Samtidigt gäller att med rådande löneskillnader mellan kvinnor och män är det i många fall ekonomiskt fördelaktigt för den enskilda familjen att kvinnan tar ut större delen av föräldraledigheten. 
Vissa menar att fler dagar som inte kan överlåtas åt den andra parten ökar möjligheten för män att kunna vara hemma längre med sina barn och för kvinnor att motiveras till att gå tillbaka till arbetet. 
Andra menar att en individualisering skulle drabba många kvinnor ekonomiskt, eftersom en individualisering inte i sig tvingar pappor att stanna hemma, vilket i sin tur kan innebära att mammor tvingas stanna hemma med barnet utan ersättning.  
- Adoptionsbidrag
- Föräldraledighet
- Graviditetspenning
- Jämställdhetsbonus
- Moderskapsförsäkring

## Forskning om föräldraförsäkringen
Det faktum att kvinnor tar ut den största delen av föräldraledigheten är troligen en viktig förklaring till att kvinnor har lägre inkomster än män. Den generösa försäkringen är samtidigt en bidragande orsak till att kvinnor har ett högt arbetskraftsdeltagande i Sverige, liksom i de övriga nordiska länderna. Forskning har visat att män drabbas hårdare lönemässigt än kvinnor när de tar ut mycket tillfällig föräldrapenning (vab), en skillnad som förmodligen skulle minska om fördelningen av vab-uttag blev jämnare mellan män och kvinnor.